# 關風Fighting
《關風Fighting》（関風ファイティング），為日本男偶像團體關西傑尼斯8的第5張單曲。初回限定盤共有七種，再加上通常盤，合計共發行八種不同的版本。初回限定盤的特典為象徵成員7人代表色的幸運帶。由於購買時即可由外包裝看出CD內附贈的幸運帶顏色，因此一共發行了7種不同顏色的版本。通常盤則另外收錄「サムライブルース」與「未来の向こうへ」兩首歌曲。
自出道單曲『浪花いろは節(浪花いろは節)』之後，再度奪下Oricon單曲榜冠軍的作品。另外，首周的發行量也突破上一張單曲，創下演歌史上首周即突破20萬張的紀錄。而後初回版更創下45萬張的銷售量，打破了同唱片公司的前輩三波春夫的「東京五輪音頭」（1964年）及「來自世界各國，你好！」（世界の国からこんにちは，1967年）初回40萬張的紀錄。
關西地區的廣播節目『ABC Music Paradise』（ABC RADIO）的點播排行榜(2006年12月23日~2007年1月17日)上蟬聯22天的冠軍寶座，此舉更是突破1997年KinKi Kids的「玻璃少年(硝子の少年)」蟬聯20天冠軍的紀錄。

## 收錄歌曲

### 初回限定盤
1.関風ファイティング 
- 作詞：MASA；作曲、編曲：馬飼野康二
- 曲名當中的「關風」指的並不是「關西風」而是「關8的風格(関ジャニ∞風)」。隱含著"並不只有關西地區，而是用自己的方式向全國擴展"的意思。雖為一首詩戀歌曲，但歌詞卻十分積極樂觀。另外於歌曲中穿插的口白部分，在演唱會時則會有另外不同的變化。2006年11月17日於『MUSIC STATION(ミュージックステーション)』(朝日電視台)演唱這首歌時，所有的成員都有配戴初回限定盤所附送的幸運帶。

2.プロ∞ペラ 
- 作詞：久保田洋司；作曲：馬飼野康二；編曲：ha-j

3.関風ファイティング（Original Karaoke）

### 通常盤
1.関風ファイティング
2.プロ∞ペラ
3.サムライブルース 
- 作詞：MASA；作曲：馬飼野康二；編曲：石塚知生

4.未来の向こうへ 
- 作詞：浅田信一；作曲：陶山隼、編曲：石塚知生